# 尼永-凯莱州

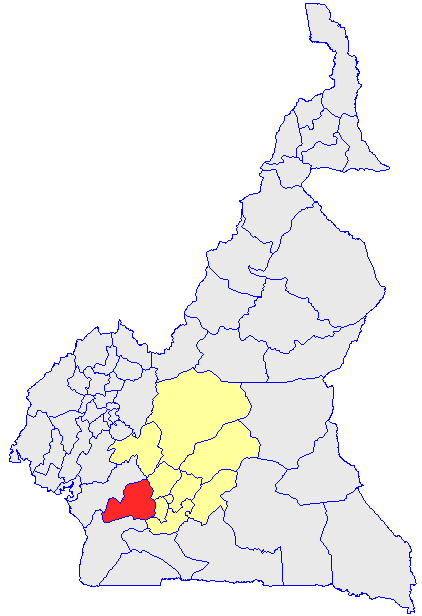

尼永-凯莱州（法語：Nyong-et-Kéllé），是喀麥隆的58個州份之一，位於該國中部，由中部區負責管轄，東南面是梅福-阿科諾州，面積6,362平方公里，2001年人口145,181，人口密度每平方公里22.8人。